# Eckerö Linjen

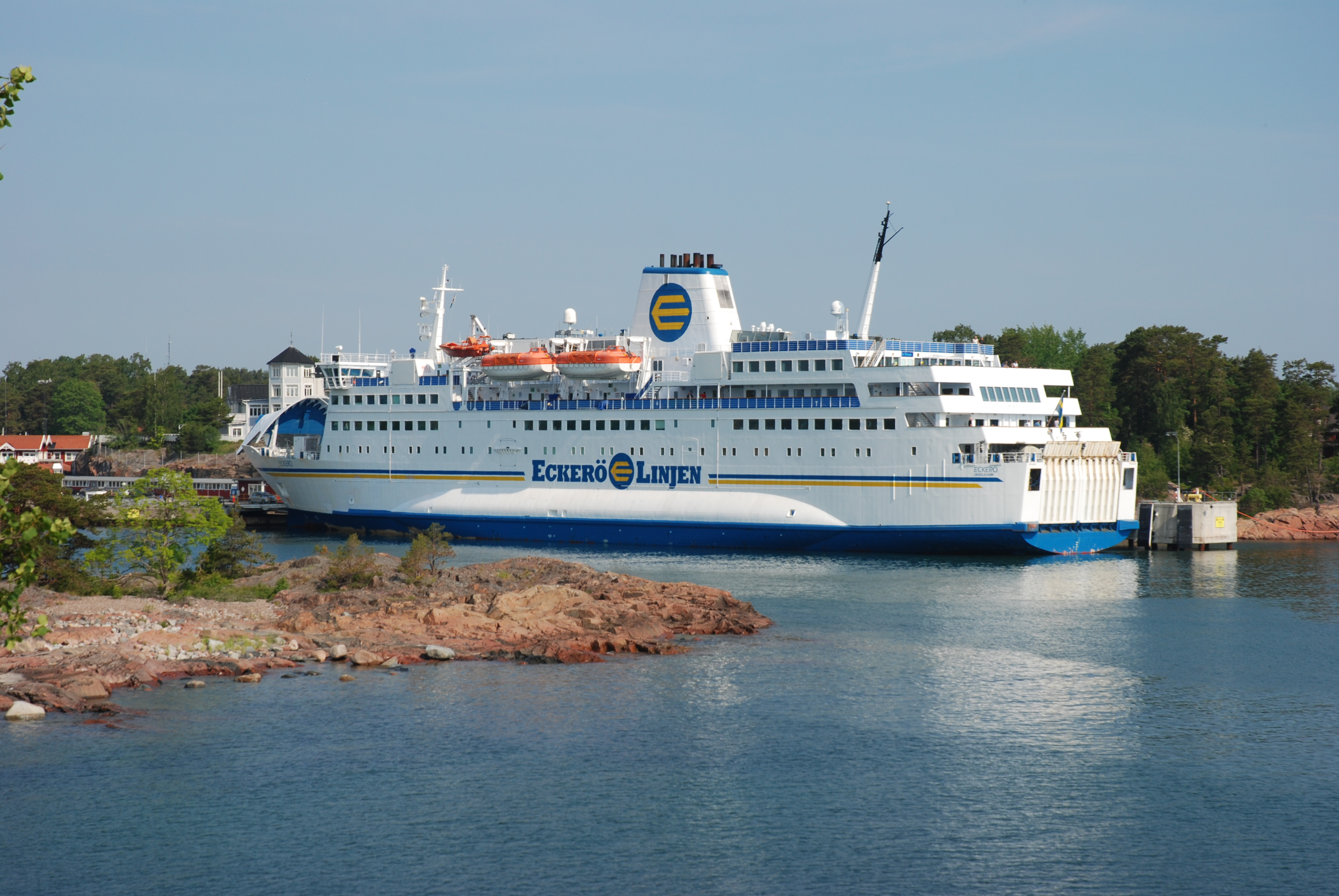
Пором «Eckerö»

«Eckerö Linjen» — фінська транспортна компанія, яка здійснює поромні перевезення між містечком Еккерьо на Аландських островах у Фінляндії та містечком Ґрісслгамн в лені Стокгольм на материковій Швеції, і є дочірньою компанією «Rederiaktiebolaget Eckerö», яка займається поромними перевезеннями по всьому Балтійському морю. Не варто плутати із компанією «Eckerö Line», яка є іншою дочірньою компанією «Rederiaktiebolaget Eckerö», що займається перевезеннями між Гельсінкі і Таллінном.
Наразі, використовується лише одне судно, MS «Eckerö». Щоденно відбувається два рейси у будні дні або три рейси на вихідні чи в піковий сезон. Поїздка займає близько двох годин і має довжину близько 45 км.

## Історія
Компанія «Eckerö Linjen» була заснована в 1960-му році, і почала перевезення між Аландськими островами і Швецією вже у 1961-му році. Її маршрут був значно коротшим за маршрут їхнього основного конкурента, компанії «Viking Line». Він займав лише дві години. Частково, в результаті цього, «Eckerö Linjen» протягом перших двох десятиліть свого існування користувалася лише маленькими суднами, аж поки не придбала ерше велике судно MS «Eckerö» в 1982 році. Із січня 2005 року маршрут обслуговується іншим судном з такою ж назвою, яке є помітно більшим за попереднє. Крім нього, протягом пікового літнього сезону, на маршруті до 2007 року працювало ще одне судно MS «Roslagen». Наразі, «Viking Line» володіє 17.1% акцій Rederiaktiebolaget Eckerö, материнської компанії «Eckerö Linjen».
Хоч «Eckerö Linjen» та «Eckerö Line», технічно, є різними компаніями, судна однієї компанії можуть іноді використовуватись іншою, на заміну власному судну яке перебуває на ремонті.

## Колишні судна
- MS «Rospiggen» (1960−1962)
- MS «Alandia» (1962−1974)
- MS «Rospiggen» II (1962−1963)
- MS «Roslagen» I (1969−1988)
- MS «Rospiggen» III (1975−1976)
- MS «Rospiggen» IV (1978−1983)
- MS «Eckerö» I (1982−1991)
- MS «Apollo» (1990–2000)
- MS «Alandia» (1992−2006)
- MS «Elblag» (1995)
- MS «Roslagen» II (1988−2007)

Судна MS «Apollo» та MS «Alandia» використовувались також сестринською компанією «Eckerö Line».